# Reykjahlíð
El poble de Reykjahlíð té aproximadament 300 habitants i està situat a les ribes del llac Mývatn al nord d'Islàndia. És la seu del municipi de Skútustaðahreppur.

## Història
Durant els famosos incendis de Mývatn, causats per l'erupció del volcà proper Krafla l'any 1729, el poble va ser destruït per un corrent de lava. Tanmateix, els habitants del poble es van salvar quan el flux de lava es va aturar davant de l'església, que en va sortir indemne. Tot es va deure, presumptament, a les oracions del sacerdot de poble. L'església encara és allà, tot i que va ser reconstruïda sobre els seus ciments originals l'any 1876 i al 1962.

## Llocs d'interès
Des de Reykjahlíð, es pot accedir a molts llocs d'interès, especialment Krafla. El volcà va entrar en erupció per últim cop l'any 1984, però encara s'hi pot veure el vapor d'un camp de lava tèbia i deus de sofre. No gaire lluny, hi ha el cràter Víti (que significa "infern" en islandès), però actualment mostra un aspecte més inofensiu, amb un llac blau al fons. En la seva aparent tranquil·litat s'hi amaga el fet que la seva última erupció va ser l'any 1976.
Altres llocs interessants es troben en el llac mateix, com el volcà Hverfjall, els pseudo-cràters de Skútusstaðir i Dimmuborgir (una estranya formació de lava).
Un aeroport local facilita el turisme durant l'estiu.
Una planta d'extracció i processament de diatomita va ser un dels motors principals en l'economia local fins al 2004, quan es va tancar.

## Clima
| Paràmetres climàtics mitjans de Reykjahlíð (1961-1990) | Paràmetres climàtics mitjans de Reykjahlíð (1961-1990) | Paràmetres climàtics mitjans de Reykjahlíð (1961-1990) | Paràmetres climàtics mitjans de Reykjahlíð (1961-1990) | Paràmetres climàtics mitjans de Reykjahlíð (1961-1990) | Paràmetres climàtics mitjans de Reykjahlíð (1961-1990) | Paràmetres climàtics mitjans de Reykjahlíð (1961-1990) | Paràmetres climàtics mitjans de Reykjahlíð (1961-1990) | Paràmetres climàtics mitjans de Reykjahlíð (1961-1990) | Paràmetres climàtics mitjans de Reykjahlíð (1961-1990) | Paràmetres climàtics mitjans de Reykjahlíð (1961-1990) | Paràmetres climàtics mitjans de Reykjahlíð (1961-1990) | Paràmetres climàtics mitjans de Reykjahlíð (1961-1990) | Paràmetres climàtics mitjans de Reykjahlíð (1961-1990) |
| Mes                                                    | Gen.                                                   | Feb.                                                   | Mar.                                                   | Abr.                                                   | Mai.                                                   | Jun.                                                   | Jul.                                                   | Ago.                                                   | Set.                                                   | Oct.                                                   | Nov.                                                   | Des.                                                   | Anual                                                  |
| ------------------------------------------------------ | ------------------------------------------------------ | ------------------------------------------------------ | ------------------------------------------------------ | ------------------------------------------------------ | ------------------------------------------------------ | ------------------------------------------------------ | ------------------------------------------------------ | ------------------------------------------------------ | ------------------------------------------------------ | ------------------------------------------------------ | ------------------------------------------------------ | ------------------------------------------------------ | ------------------------------------------------------ |
| Temperatura màxima registrada °C (°F)                  | 9,4 (48,9)                                             | 10,5 (50,9)                                            | 10,9 (51,6)                                            | 15,7 (60,3)                                            | 23,3 (73,9)                                            | 25,6 (78,1)                                            | 24,0 (75,2)                                            | 24,0 (75,2)                                            | 19,0 (66,2)                                            | 15,2 (59,4)                                            | 11,0 (51,8)                                            | 10,6 (51,1)                                            | 25,6 (78,1)                                            |
| Temperatura mínima registrada °C (°F)                  | −30,5 (−22,9)                                          | −26,6 (−15,9)                                          | −30,9 (−23,6)                                          | −25,7 (−14,3)                                          | −16,1 (3)                                              | −5,0 (23)                                              | −1,6 (29,1)                                            | −2,0 (28,4)                                            | −11,5 (11,3)                                           | −17,1 (1,2)                                            | −26,0 (−14,8)                                          | −27,5 (−17,5)                                          | −30,9 (−23,6)                                          |
| Temperatura diària màxima °C (°F)                      | −1,8 (28,8)                                            | −0,9 (30,4)                                            | −0,3 (31,5)                                            | 3,0 (37,4)                                             | 7,6 (45,7)                                             | 12,3 (54,1)                                            | 14,2 (57,6)                                            | 12,9 (55,2)                                            | 8,1 (46,6)                                             | 3,6 (38,5)                                             | 0,0 (32)                                               | −1,4 (29,5)                                            | 4,8 (40,6)                                             |
| Temperatura diària mínima °C (°F)                      | −8,4 (16,9)                                            | −7,6 (18,3)                                            | −7,2 (19)                                              | −3,9 (25)                                              | 0,6 (33,1)                                             | 4,5 (40,1)                                             | 6,4 (43,5)                                             | 5,6 (42,1)                                             | 1,9 (35,4)                                             | −1,6 (29,1)                                            | −6,1 (21)                                              | −8,0 (17,6)                                            | −2,0 (28,4)                                            |
| Precipitació total mm (polzades)                       | 33,4 (1,3)                                             | 26,2 (1)                                               | 32,5 (1,3)                                             | 25,4 (1)                                               | 20,1 (0,8)                                             | 32,3 (1,3)                                             | 47,4 (1,9)                                             | 45,6 (1,8)                                             | 44,1 (1,7)                                             | 46,2 (1,8)                                             | 43,4 (1,7)                                             | 38,0 (1,5)                                             | 435,0 (17,1)                                           |
| Font: Veðurstofa Íslands                               |                                                        |                                                        |                                                        |                                                        |                                                        |                                                        |                                                        |                                                        |                                                        |                                                        |                                                        |                                                        |                                                        |

## Galeria

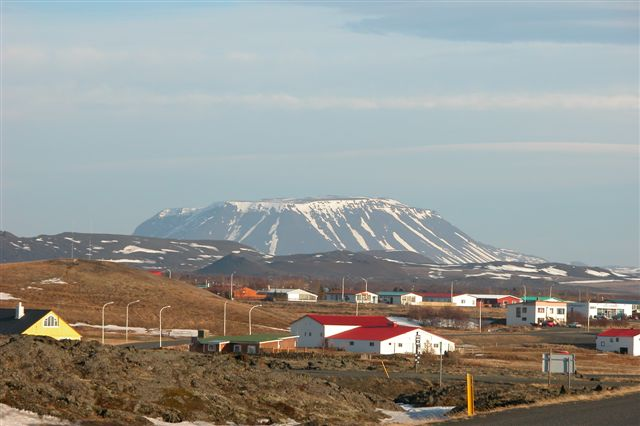
Vista panoràmica
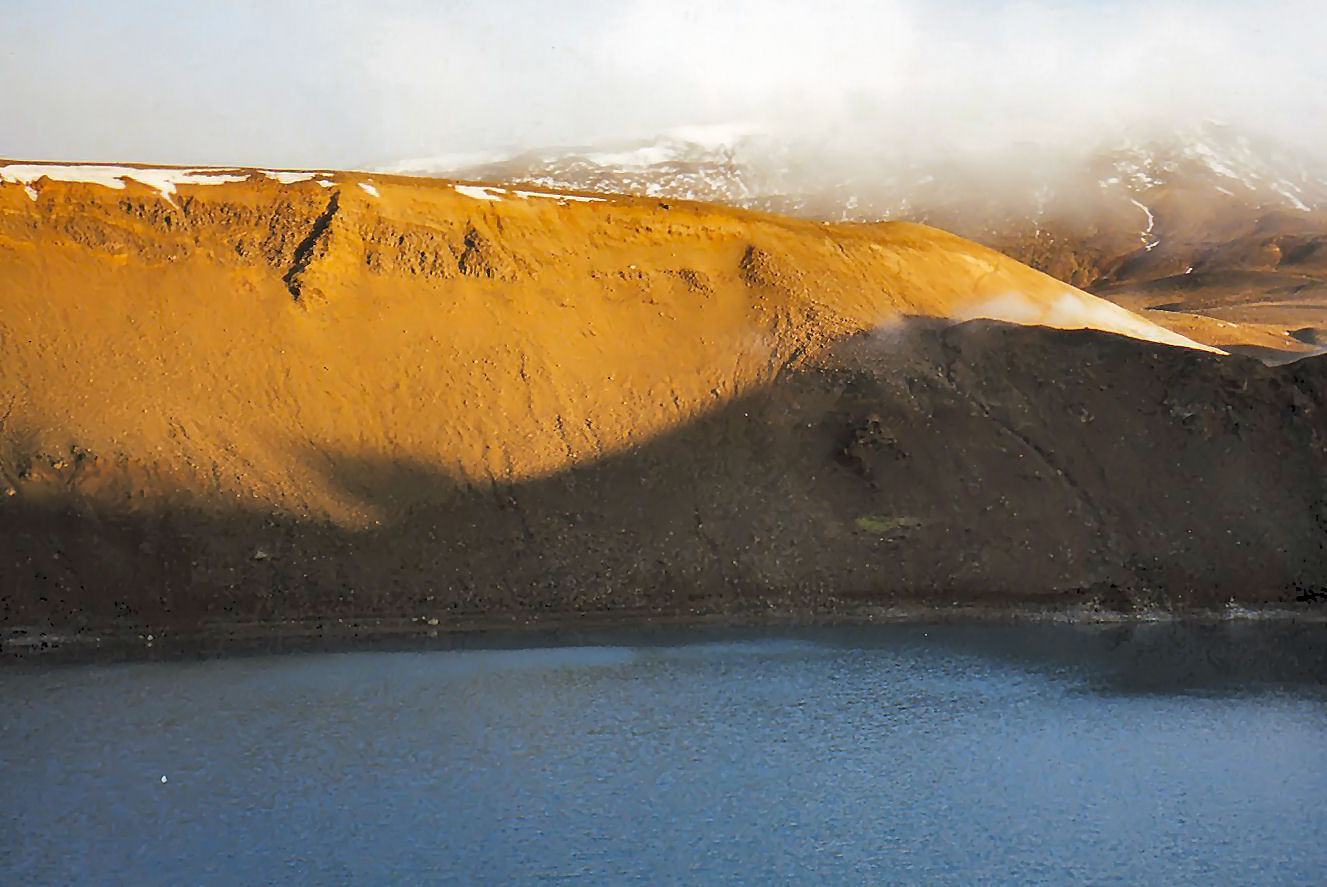
Cràter Víti
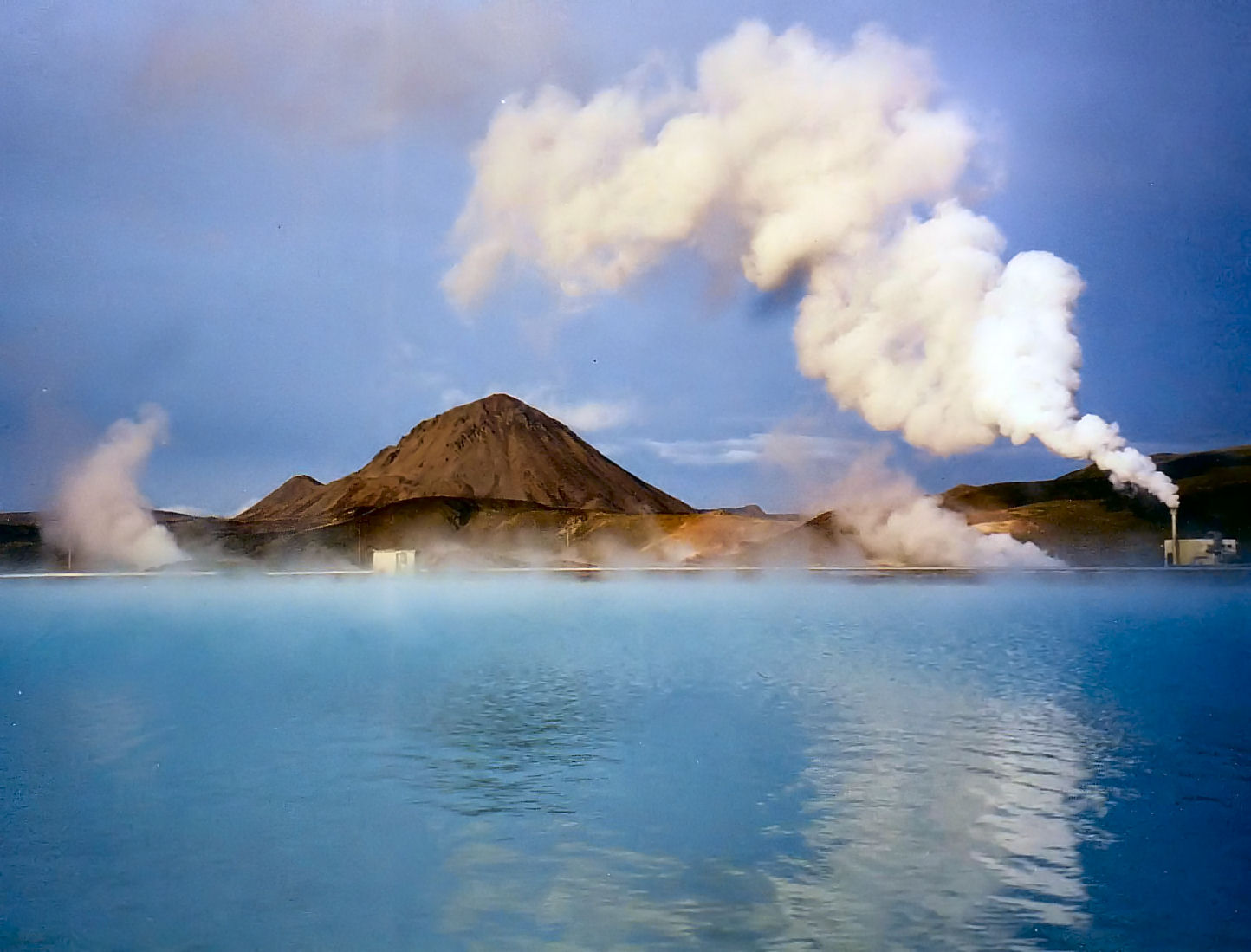
Planta de diatomita
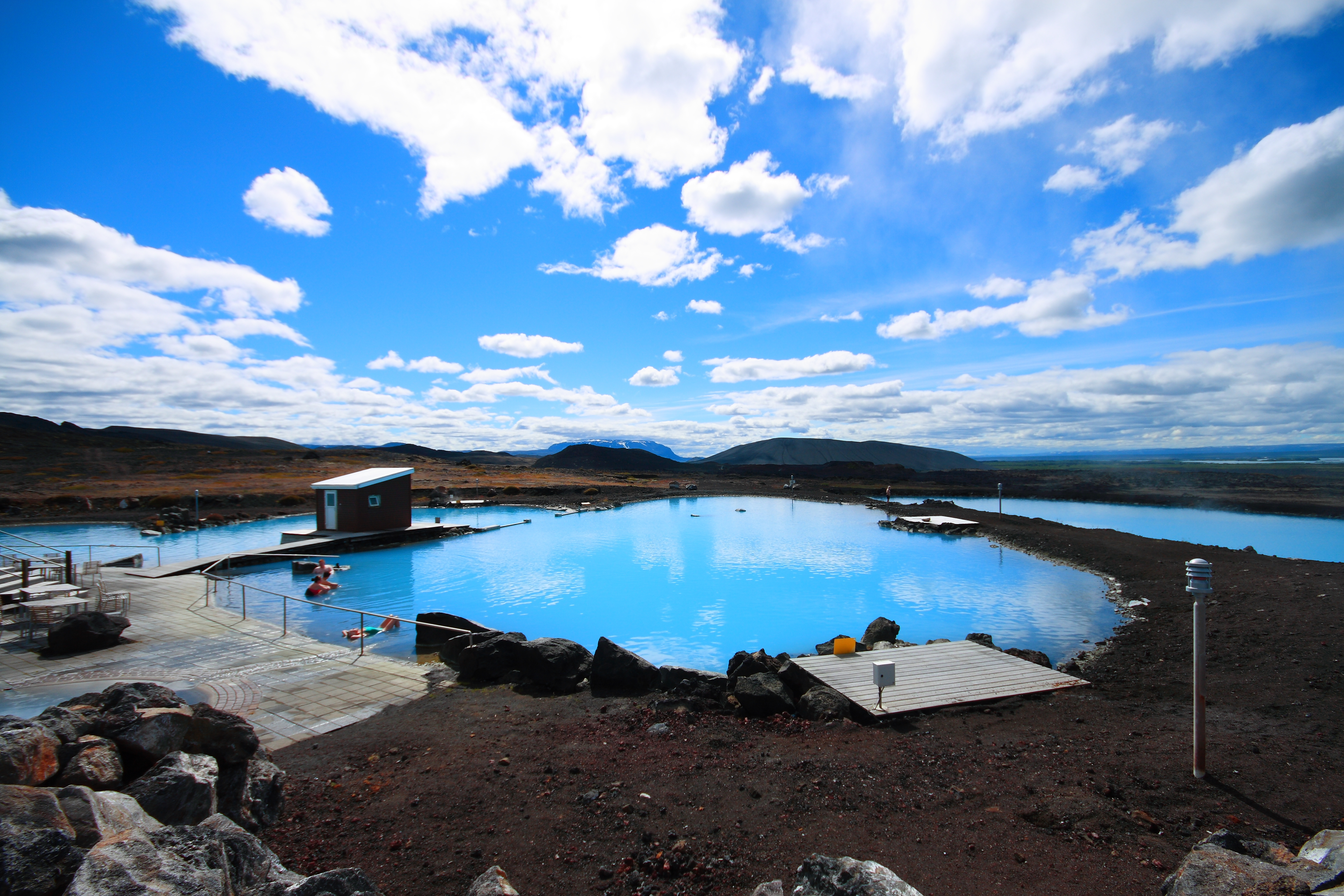
Banys naturals